# Crociata popolare

I pastori stanno per partire, in una miniatura del XV secolo.

Le crociate popolari furono delle spedizione crociate iniziate spesso senza l'appoggio dei governanti e dei ceti nobiliari, anzi, il più delle volte rivolte proprio contro di loro. 
Durante l'XI-XIII secolo, parallelamente alle Crociate, convocate da Roma e organizzate e guidate da re e nobili dell'Europa occidentale, avvennero altri movimenti di massa, che di solito rispondevano all'appello di mistici religiosi che sostenevano di aver ricevuto una chiamata dalla divinità per la cacciata dei maomettani dalla Terra Santa. Sebbene in ogni caso le circostanze specifiche relative a questi fenomeni storici possano variare, in tutte le situazioni c'era, più o meno esplicitamente, un filo conduttore che affermava che la liberazione dei Luoghi Santi poteva essere raggiunta solo da persone semplici e pure.
Sebbene non si possa escludere che esistessero altri movimenti, sia locali che con meno potere di attrazione, ce ne sono quattro che sono ricordati nelle cronache :
- Crociata dei poveri: guidata da Pietro l'eremita nel 1095.
- Crociata dei bambini:  comprende due movimenti guidati nel 1212 da due pastori, Nicolás ed Esteban de Cloyes.
- Prima Crociata dei pastori nel 1251.
- Seconda Crociata dei pastori nel 1320.

Tutte queste crociate popolari, prive di un'organizzazione politica, militare e di sostegno finanziario, si conclusero di solito con lo sterminio dei partecipanti.